# کیم هی وون
کیم هی وون (انگلیسی: Kim Hee-won؛ زادهٔ ۱۰ ژانویهٔ ۱۹۷۱) بازیگر اهل کره جنوبی است.
از فیلم‌ها یا برنامه‌های تلویزیونی که وی در آن نقش داشته است می‌توان به مردی از هیچ‌کجا اشاره کرد. همچنین وی در کنار لی سونگ گی و به سوزی در سریال کتاب خانواده گو ایفای نقش کرد.